# Chris Hamilton
Chris Hamilton (Bendigo, 18 de maio de 1995) é um ciclista australiano, membro da equipa Team Sunweb.

## Palmarés
2016
- 1 etapa do Tour de Tasmania

## Resultados nas Grandes Voltas
Durante a sua carreira desportiva tem conseguido os seguintes postos nas Grandes Voltas:
| Corrida         | 2014 | 2015 | 2016 | 2017  | 2018  |
| --------------- | ---- | ---- | ---- | ----- | ----- |
| Volta a Itália  | -    | -    | -    | -     | 103.º |
| Volta a França  | -    | -    | -    | -     | -     |
| Volta a Espanha | -    | -    | -    | 121.º | -     |

-: não participa
Ab.: abandono